# 卡坎島

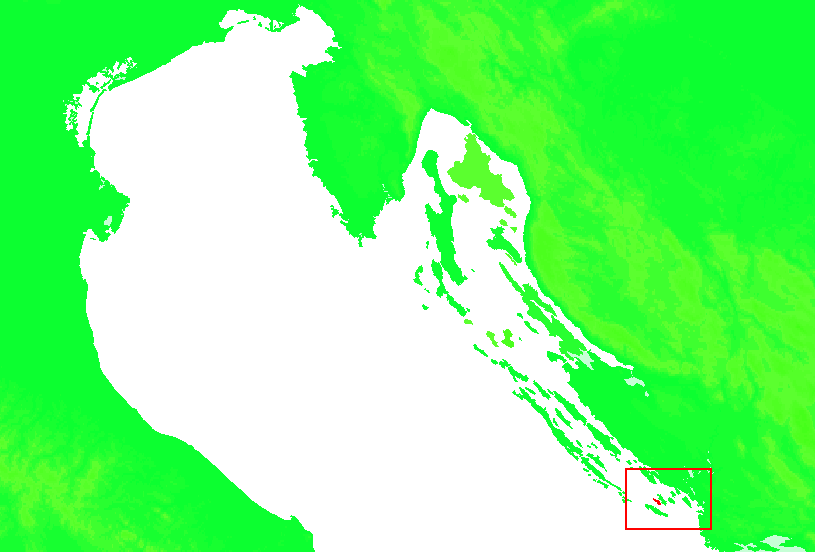

卡坎島是克羅地亞的島嶼，位於卡普里耶島附近的亞得里亞海，長5.2公里，面積3.39平方公里，海岸線長度14.28公里，最高點海拔高度112米，島上無人居住。
43°42′N 15°40′E / 43.700°N 15.667°E